# بايج (مصارعة)
سارايا جاد بيفيس (ولدت في 17 أغسطس 1992)، هي مصارعة محترفة إنجليزية تعمل حاليًا مع اتحاد All Elite Wrestling (AEW) تحت اسم الحلبة سارايا. تُعد من أبرز الشخصيات في الاتحاد، حيث كانت قائدة لفريق The Outcasts وبطلة العالم للسيدات في AEW سابقًا.
سارايا معروفة أيضًا بفترة عملها في دبليو دبيلو إي تحت اسم الحلبة بايج. خلال مسيرتها هناك، حققت إنجازات تاريخية، حيث أصبحت أصغر بطلة أنثى في تاريخ دبليو دبيلو إي. كما فازت بلقب WWE Divas مرتين، وكانت أول بطلة لنساء NXT. تميزت بإنجاز فريد، حيث أصبحت المرأة الوحيدة التي تحمل لقبي WWE Divas وNXT للسيدات في نفس الوقت.

## مسيرتها الرياضية
تصارعت بايج، المعروفة باسمها في دبليو دبيلو إي، لأول مرة عام 2005، وحققت شهرة واسعة في عالم المصارعة الاحترافية. في أبريل 2014، أحرزت إنجازًا كبيرًا بفوزها على إي جي لي وانتزاعها لبطولة الديفاز، بالإضافة إلى بطولة NXT للسيدات. دافعت عن لقبها لأول مرة أمام بري بيلا، ونجحت في الحفاظ على بطولة الديفاز بعد التغلب على تامينا سنوكا في عرض إكستريم رولز 2014.
وفي 19 مايو 2014، تلقت أول خسارة لها أمام أليشا فوكس، لكنها استعادت مكانتها سريعًا بالانتصار عليها في عرض بايباك. لاحقًا، دخلت في عداوة مع كامرون وتغلبت عليها مرتين، إلا أن شريكتها نعومي هزمت بايج في مباراة غير رسمية. لكن بايج عادت لتفوز في عرض موني إن ذا بانك، حيث تحولت شخصيتها إلى الشريرة المكروهة.
بعد هذا العرض، عادت إي جي لي لتستعيد بطولة الديفاز من بايج في مباراة سريعة. في عرض باتل جراوند، فشلت بايج في استعادة اللقب، لكنها تمكنت من الفوز في سمر سلام 2014 يوم عيد ميلادها الـ22، لتحقق لقب الديفاز للمرة الثانية. إلا أنها خسرت اللقب مجددًا في عرض ليلة الأبطال في مباراة ثلاثية لصالح إي جي. وفي عرض الجحيم في الزنزانة، خسرت أمام إي جي بسبب تدخل أليشا فوكس. كما تلقت هزيمة أخرى في مباراة 4 ضد 4 للإقصاء في عرض سيرفايفر سيريز.
في عرض فاستلاين 2015، خسرت بايج أمام نيكي بيلا بسبب الغش. وفي راسلمينيا 31، تعاونت مع إي جي لي لمواجهة فريق ذا بيلا توينز وحققت الفوز. وفي 13 أبريل، فازت بايج بمباراة باتل رويال لتصبح المنافسة الأولى على بطولة الديفاز، لكنها تعرضت لهجوم من نعومي بعد المباراة، مما أدى إلى إصابتها.
عادت بايج في 18 أبريل إلى عرض رو، حيث أنقذت نيكي بيلا من هجوم نعومي وتامينا سنوكا، قبل أن تهاجم نيكي نفسها. وفي عرض إكستريم رولز، تنافست بايج في مباراة ثلاثية ضد نعومي ونيكي بيلا، لكنها لم تفز بالبطولة. استمرت المنافسة بين بايج ونيكي، لكنها خسرت أمامها في عرض رو يوم 1 يونيو وأيضًا في عرض موني إن ذا بانك.

## الاعتزال
في يوم 9 أبريل 2018 عرض الراو أعلنت بايج اعتزالها المصارعة نهائيا بسبب الإصابة التي تعرضت لها في العنق في شهر ديسمبر 2017.

## الحياة الشخصية
تنحدر بايج من عائلة معروفة في عالم المصارعة. والدتها، جوليا هامير بيفيز، تعد واحدة من أشهر المصارعات المحترفات في إنجلترا، بينما يمارس والدها وأخواها الأكبر سنًا، روي بيفيز وزاك فراي، أيضًا المصارعة كمهنة احترافية. كانت عائلة بيفيز تصارع في مدينة نورويتش ضمن اتحادات المصارعة المحلية قبل انضمام بايج إلى دبليو دبيلو إي.
ظهرت بايج أيضًا في برنامج الواقع توتال ديفاز، حيث كشفت عن علاقتها بالمغني برادلي. علاوة على ذلك، ظهرت كشخصية في لعبة الفيديو دبليو دبيلو إي 2K15.

## معرض الصور

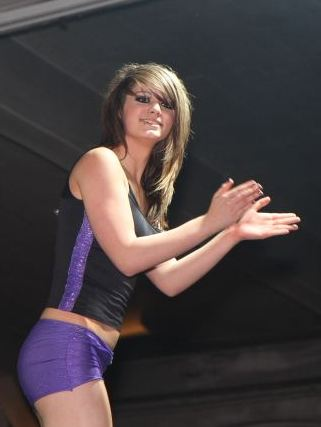
بريتين نايت
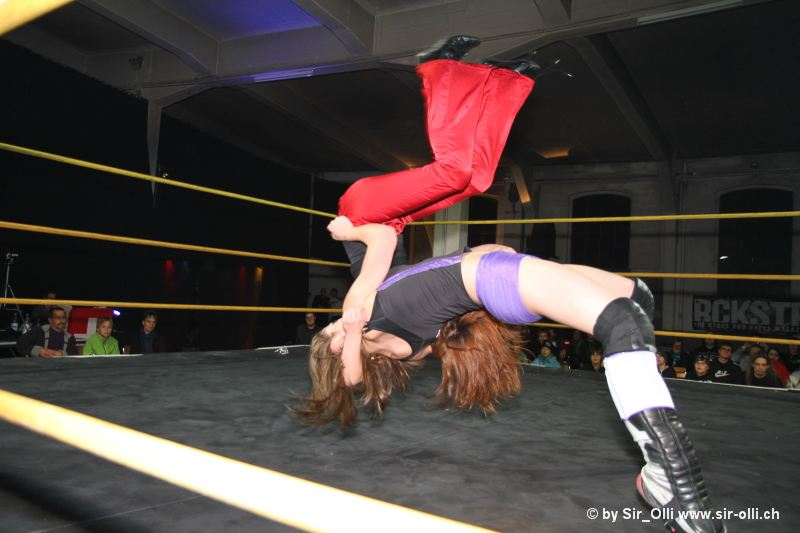
بريتين نايت تنفذ حركة سوبلكس على آمي كوبر
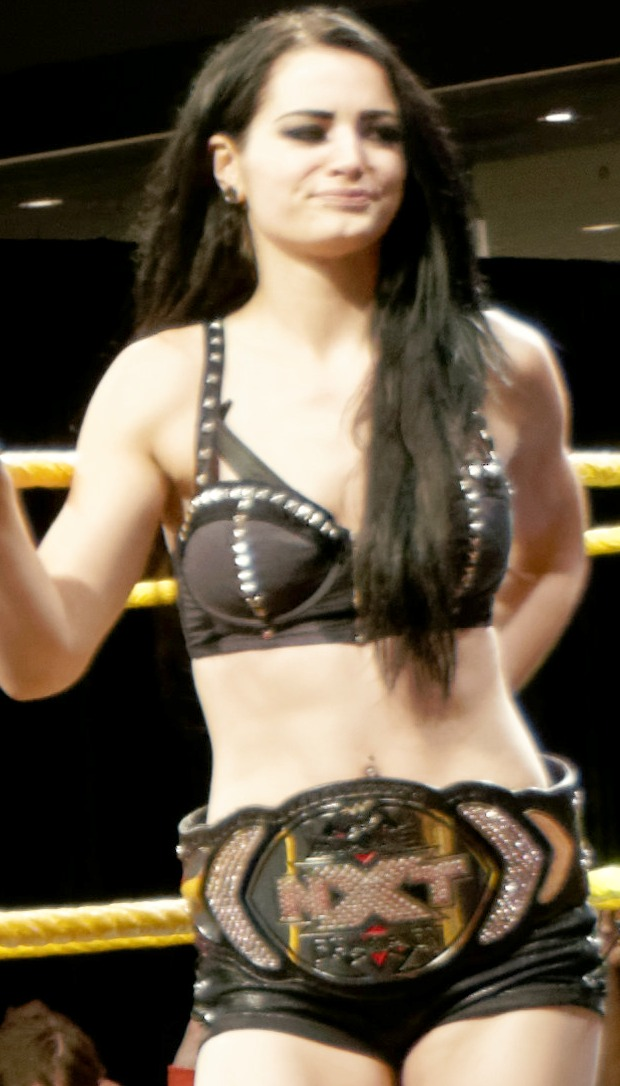
بايج في أن أكس تي سنة 2014
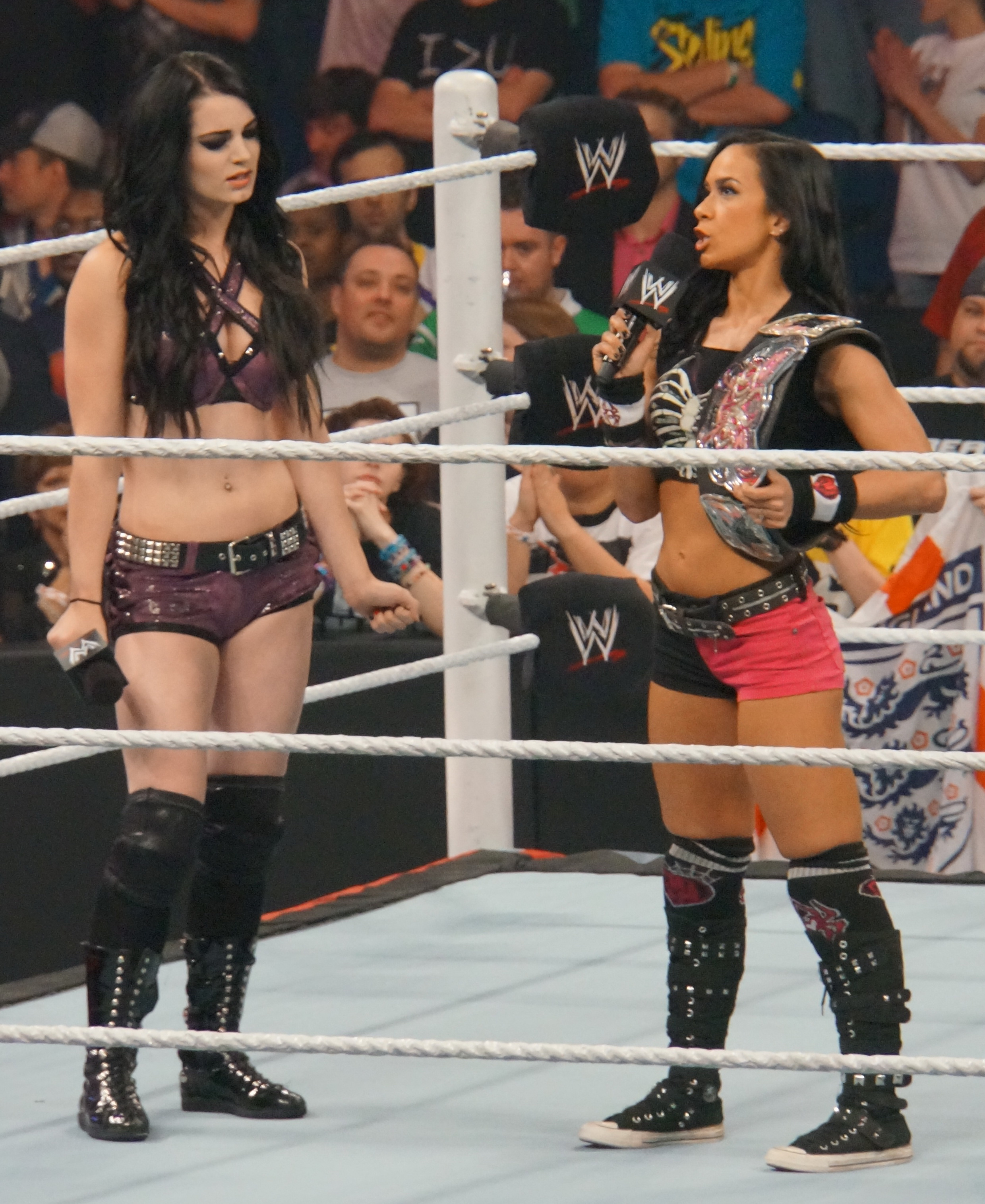
بايج مع أي جاي
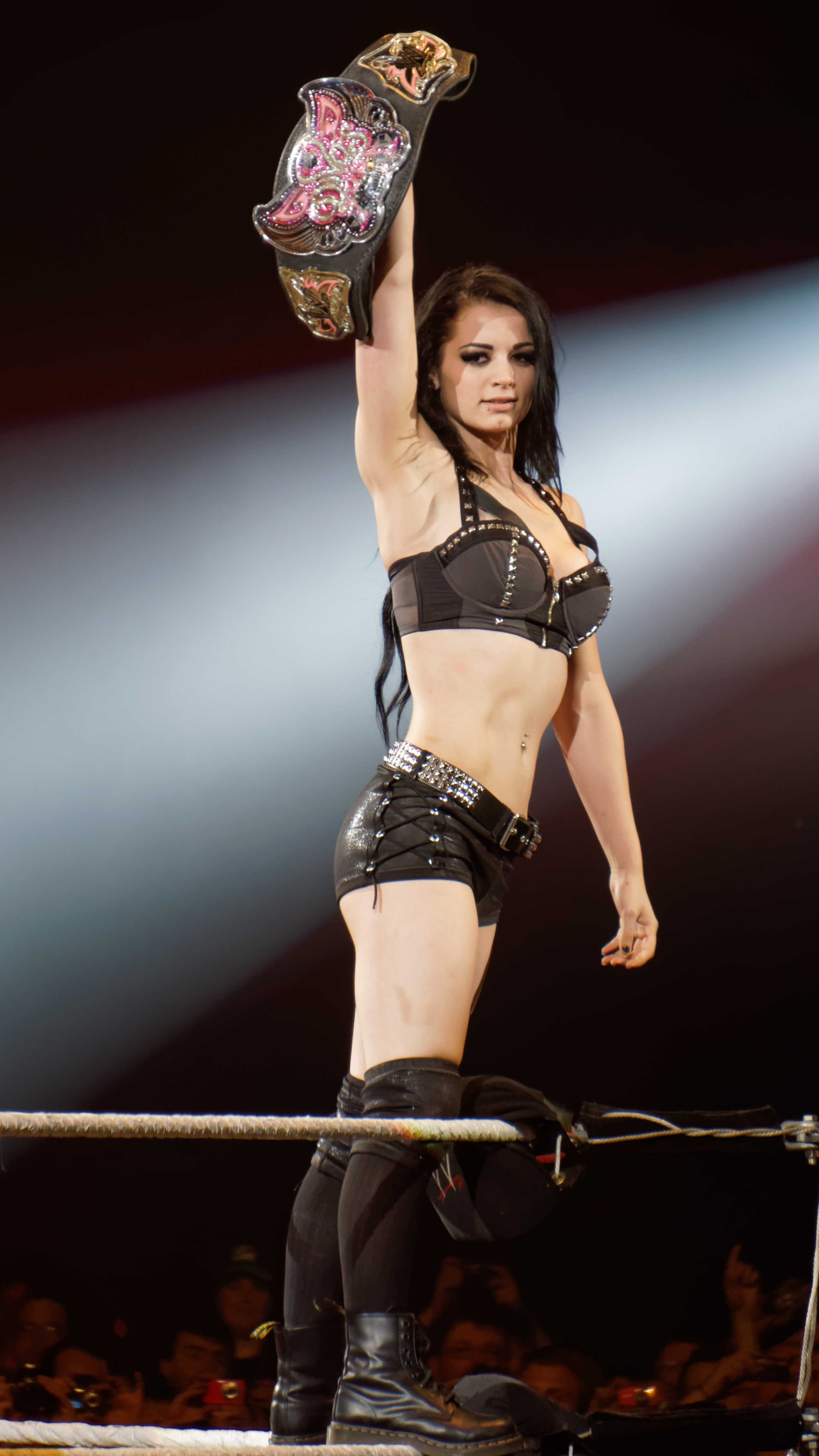
بايج بطلة الديفاز في 2014
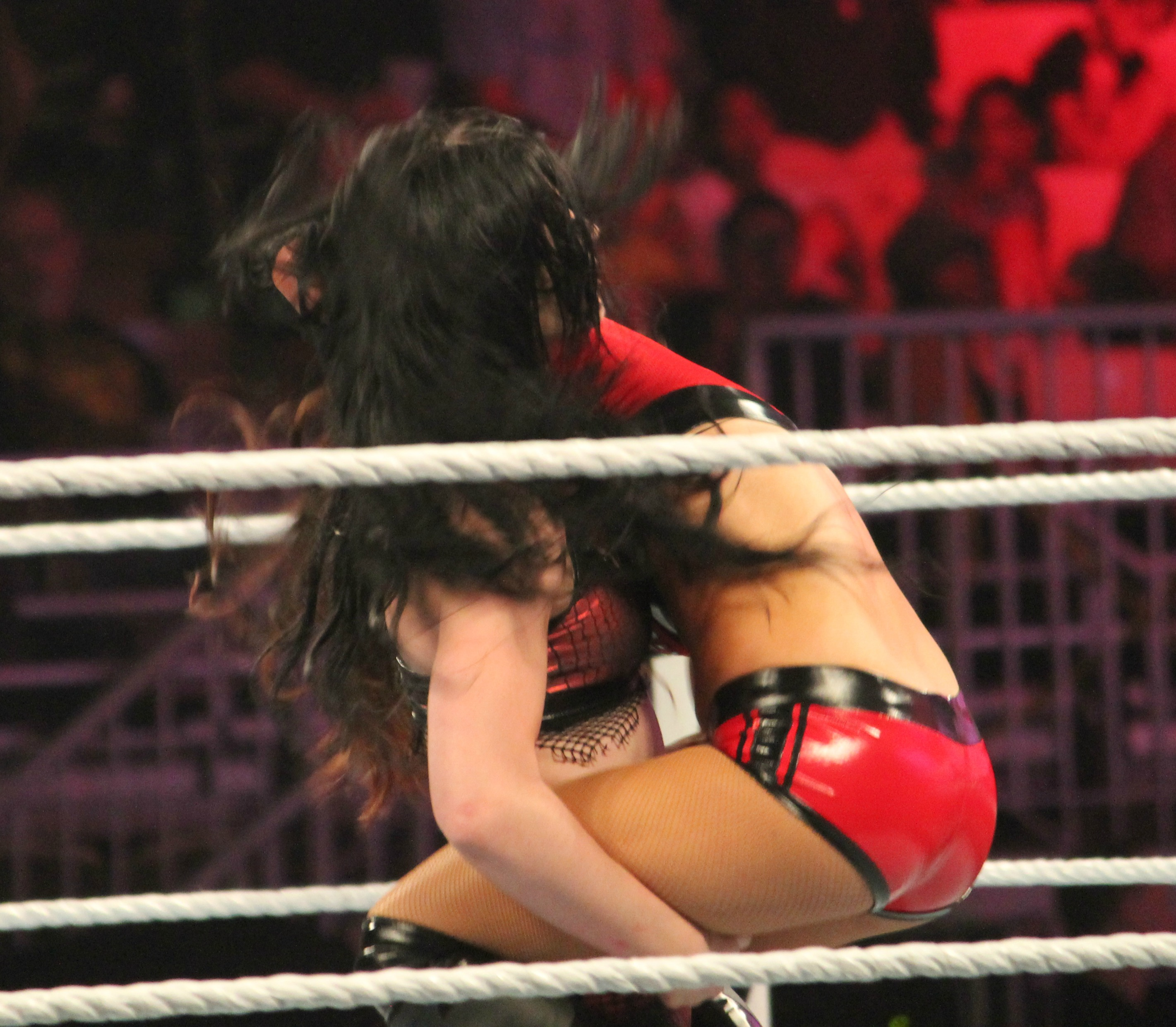
بايج تحمل بري بيلا
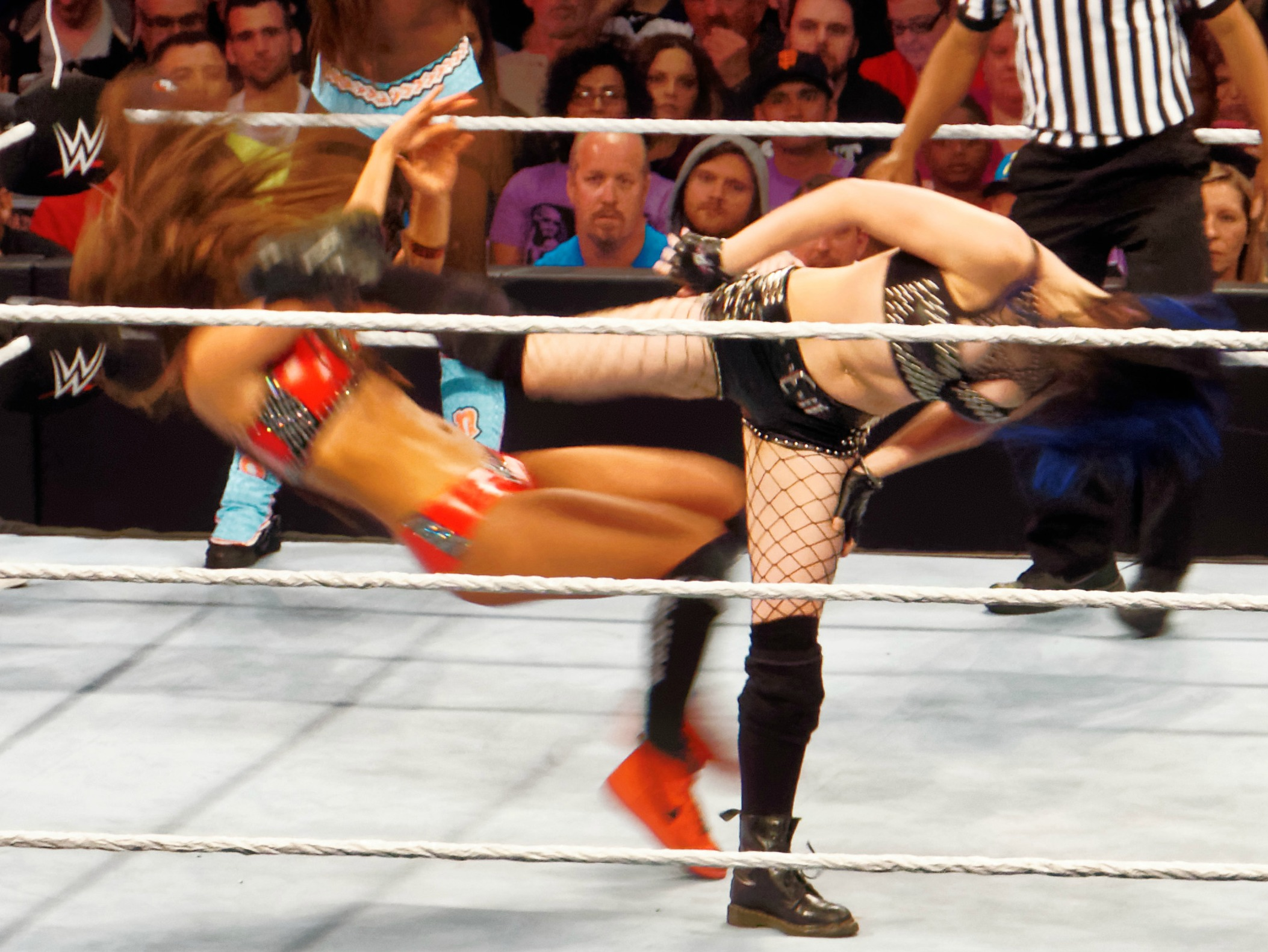
بايج تقوم بركل نيكي بيلا

## روابط خارجية
- بايج على موقع IMDb (الإنجليزية)
- بايج على موقع قاعدة بيانات الفيلم (الإنجليزية)
- بايج على موقع دبليو دبليو إي (الإنجليزية)
- بايج على موقع WrestlingData.com (الإنجليزية)
- بايج على موقع CageMatch worker (الإنجليزية)
- بايج على موقع قاعدة بيانات المصارعة على الإنترنت (الإنجليزية)
- بايج على موقع عالم المصارعة على الإنترنت (الإنجليزية)
- بايج على موقع عالم المصارعة على الإنترنت (الإنجليزية)